# Soranik Natu
Soranik Natu es un personaje ficticio, actual líder del Sinestro Corps y exmiembro del Green Lantern Corps en el Universo DC Comics. Aparece por primera vez en Green Lantern Corps: Recharge # 1 (noviembre de 2005), y fue creada por los escritores Geoff Johns, Dave Gibbons y el artista Patrick Gleason.
Soranik es una extraterrestre del planeta Korugar y una Linterna Verde, sucesora de Katma Tui. Ha sido revelada como hija del villano Sinestro, y su madre es la difunta esposa de Sinestro, Arin Sur (Green Lantern Corps Vol. 2 # 35, abril de 2009), lo que la convierte en la sobrina del predecesor de Hal Jordan, Abin Sur. Soranik también fue el interés amoroso de Green Lantern Kyle Rayner antes de terminar la relación después de descubrir su continuo afecto por su antiguo interés amoroso fallecido, Jade.

## Historia del personaje

### Fondo anterior a Linterna Verde
Una neurocirujana de oficio, Natu, como el resto de su raza, vio a los Green Lanterns y todo lo relacionado con ellos como un símbolo de opresión porque el primer Korugaran en haber sido Green Lantern fue el renegado Sinestro. Sinestro, sin el conocimiento de sus superiores, los Guardianes del Universo que reclutan miembros y administran el Green Lantern Corps, usó su anillo de poder para esclavizar a su gente y gobernarlos como un dictador. Como resultado, es conocido entre los korugaranos como "El malvado". Aunque los crímenes de Sinestro finalmente fueron expuestos a los Guardianes por el Green Lantern de la Tierra, Hal Jordan y fue encarcelado como resultado, el anillo de poder y el logotipo de Green Lantern se convirtieron en símbolos del mal. Cuando otro Korugaran, Katma Tui, posteriormente se convirtió en una Green Lantern, esto no hizo nada para restaurar la imagen de los Green Lanterns. Más bien, Tui fue vista como un monstruo por su propia gente por aliarse con el Cuerpo, incluso después de que finalmente dio su vida en el cumplimiento del deber, y es conocida entre los Korugaranos como "La Perdida".
El Cuerpo sufrió devastación cuando la entidad parásita demoníaca conocida como Parallax tomó el control de Hal Jordan, convirtiéndolo en un asesino en masa psicótico y matando a casi todos los demás miembros del Cuerpo, incluidos todos los Guardianes menos uno, Ganthet. Las filas de los Guardianes fueron finalmente restauradas por el reemplazo de Jordan, Kyle Rayner, y después de que la entidad Parallax fuera removida de Jordan y Jordan es restaurado como Green Lantern, los Guardianes se dispusieron a repoblar las filas del Cuerpo, en busca de 7200 nuevos Green Lanterns. Cuando Tarkus Whin, el Green Lantern del Sector Espacial 1417 (del cual Korugar también es parte) fue asesinado en su primer día como Green Lantern después de que la Estrella 196 colapsara en un agujero negro, su anillo buscó un reemplazo y encontró a la Dra. Natu en medio de una delicada neurocirugía en su planeta natal, Korugar.

### Linterna Verde de Korugar
Natu se horrorizó ante la aparición del anillo y lo rechazó, pero cuando la condición de su paciente inmediatamente comenzó a empeorar ante ella, Natu, desesperada por salvarlo, lo toma. Ella lo usa para conjurar un elaborado aparato médico que lo salvó, aunque sus compañeros en el quirófano sintieron que al aceptar el anillo, ella se había condenado a sí misma. Aunque permite que el anillo la lleve al planeta Oa, que sirve como sede de los Guardianes, pronto se fue, negándose a ser admitida. Sin embargo, en su camino de regreso a Korugar, los pensamientos de Tarkus Whin la atormentan, porque los ritos de la muerte son sagrados en Korugar. Su anillo la lleva al agujero negro que había sido la estrella 1417.196, que la absorbe como lo había hecho con Whin. Ella se encuentra en algún lugar sin luz, junto con el cuerpo de Whin.
Al sentir a los asesinos de Whin y darse cuenta de que son capaces de derrotar a un portador del anillo, Natu se traga su anillo. Ella le ordena que altere su cuerpo para que parezca un trozo de materia muerta para los asesinos de arañas cercanos. El timbre también está programado para reaccionar a otros timbres. Los compañeros Linternas Kyle Rayner y Guy Gardner rescatan a Natu y la convencen de que se quede en el Cuerpo.
Natu, Rayner y Gardner se encuentran con el entrenador del Cuerpo Kilowog y los nuevos reclutas Vath Sarn y Isamot Kol. Se sabe que la reciente erupción de estrellas que colapsan en agujeros negros es causada por la red subespacial creada por los habitantes del sistema estelar Vega conocida como Spider Guild.
Natu demuestra un poderoso control emocional contra las arañas mecánicas y muchos cazarrecompensas. Ella trabaja más allá de la anomalía del miedo de Parallax, que hace que los anillos de poder de Linterna Verde sean ineficaces contra cualquier cosa amarilla en momentos de miedo o pánico, hasta que, a menos que, el Linterna pueda reunir su valor. Con los anillos de poder de sus compañeros Green Lanterns agotados, Natu tuvo que salvarlos, lo que hizo al encerrarlos a todos en una esfera de energía y retirarse del nido del Spider Guild. Natu y un pequeño grupo de otros Linternas derrotan el intento del Gremio de destruir el sol de Oa.
Finalmente, Natu se dio cuenta de que no todos los Green Lanterns son tan corruptos como Sinestro como creía su gente, pero siente que su anillo, que una vez perteneció a Sinestro, está contaminado por su maldad.
En Crisis Infinita N° 7 (junio de 2006), Natu participó de la defensa de Oa ante la embestida de Superboy Prime. Ella ayudó a formar el muro de energía esmeralda de retrasó al enloquecido Joven de Acero y llegó a Mogo a tiempo para destruir la kryptonita que amenazaba la vida de Superman.

### "Un año después"
A partir del período de tiempo "Un año después", Natu ha completado su entrenamiento y se ha convertido en un miembro activo del Cuerpo. Después de buscar el consejo de Mogo, elige regresar a su mundo natal y continuar su trabajo como cirujana junto con sus deberes de Green Lantern. Esto ha encontrado una considerable resistencia por parte de sus antiguos colegas, quienes consideran que su uso del poder de Green Lantern es ofensivo. Después de usar su anillo de poder en una sala de operaciones nuevamente, tiene prohibido practicar la medicina en su planeta natal para siempre. Poco después, la desalojan de su casa y sus cosas arrojadas a la calle. Ella quema sus viejas pertenencias, proclamando que Korugar ya había matado a Soranik Natu y dejó su casa llorando.
Natu se ve obligada a vivir en la calle. Sin embargo, después de usar su anillo para salvar quirúrgicamente a un vagabundo moribundo, la clase pobre de Korugar comienza a acudir a ella en busca de ayuda médica. Aunque feliz con este desarrollo, Natu se siente incómoda cuando la gente comienza a defenderla como su salvadora y a usarla como símbolo de la revolución contra la élite del planeta.

### Guerra de los Sinestro Corps
Durante la historia de Guerra de los Sinestro Corps, el propio Sinestro regresa a Korugar para enfrentarse a su sucesor, Soranik Natu. Sinestro la derrota pero le perdona la vida, calculando que esto la obligará a quedarse en Korugar para cumplir con sus responsabilidades como "el Salvador de Korugar" y mantener el planeta a salvo hasta que él regrese. Sinestro luego regresa a Qward para unirse a la batalla que ocurre allí. La gente de Korugar, creyendo que Natu repelía al mismo Sinestro, comienza a tenerla en una mayor consideración.
Soranik Natu vino a la Tierra para ayudar a sus compañeros Green Lanterns que participaron en los eventos de la Guerra de los Sinestro Corps. Ella se enfrenta al Antimonitor junto con Sodam Yat y es testigo de su transformación en la nueva entidad Ion entity. Ella actúa como médico de campo para el Cuerpo durante la batalla en la ciudad de Nueva York, salvando a Guy Gardner cuando fue infectado por el virus sensible Despotellis. Natu le inyecta una jeringa que contiene Leezle Pon, un miembro del Cuerpo y el virus de la viruela. Después del final de la guerra, Soranik fue visto en Oa, colocando un Lantern herido con una extremidad mecánica. Más tarde, ella juega un papel decisivo en la derrota y captura del miembro de Sinestro Corps, Kryb. Después de esto, Natu y Rayner expresan su mutuo interés romántico el uno por el otro.

### Paternidad
Durante los eventos de la historia de "Emerald Eclipse", Soranik se dirige a Korugar para hablar con su gente sobre por qué Sinestro no fue asesinado (en la historia de Ira de los Red Lanterns). Después de su discurso a su gente, Sinestro aparece y le revela que él es el padre de Soranik.
Natu no le cree a Sinestro, pero le cuenta una historia convincente de su ascendencia. Poco después de su nacimiento, Sinestro llegó a la conclusión de que el desorganizado y caótico mundo de Korugar no era el tipo de lugar en el que quería criar a su hija y comenzó su cruzada para poner orden en su pueblo por la fuerza con sus poderes como Linterna Verde. Cuando comenzó su ascenso al poder, Sinestro y su esposa Arin Sur (que es la hermana de Abin Sur) comenzaron a discutir sobre lo que estaba haciendo. Eso, junto con las numerosas amenazas que se hicieron contra Sinestro y su familia, hizo que su esposa se fuera con Soranik. Luego, la niña quedó al cuidado de Karoll y Dgibb Natu, siendo el primero el obstetra que dio a luz a Soranik. Soranik adoptaría su apellido y llegaría a creer que eran sus padres.
Inicialmente, Sinestro tuvo problemas para localizar a su hija y asumió que era lo mejor. Sin embargo, finalmente la localizó y usó su anillo para dejar una marca en su rostro mientras dormía. La marca, con la forma del escudo de armas de su familia (los dos triángulos puntiagudos hacia abajo debajo de su ojo izquierdo), contenía un micro transmisor que le permitiría encontrarla fácilmente a partir de ese momento. Sinestro luego dijo que visitaba a Soranik ocasionalmente, a veces disfrazado, incluso durante la graduación de Soranik de la escuela de medicina (donde tomó una foto de Soranik y sus padres adoptivos para ellos). Sinestro concluye su historia diciéndole a Soranik que estaba orgulloso de ella y de todo lo que ha logrado, es decir, tener éxito donde él falló al poner orden en Korugar. Sinestro luego le dice que a pesar de lo que ella siente por él, deben trabajar juntos para detener el evento Blackest Night (que ocurrió en la historia del mismo nombre), también advirtiéndole sobre el enemigo desde hace mucho tiempo de Green Lantern Corps, Atrocitus y su Red Lantern Corps, que trataría de encontrarla para vengarse de Sinestro.

### "Blackest Night" y "Brightest Day"
En la historia de "Blackest Night", mientras regresan a Oa, Soranik e Iolande se encuentran con Guy Gardner y Kyle Rayner. Luego, el grupo pasa por un enjambre de anillos de poder negro. Los anillos entran en la cripta Green Lantern de Oa y transforman todos los cadáveres en Black Lanterns que rápidamente atacan a los Lanterns vivientes. Mientras la batalla continúa, Soranik e Iolande hacen una parada en la enfermería de Oan, tratando desesperadamente de defender a los heridos del asalto de los Linternas Negras. Al darse cuenta de que no podían luchar y defender a los pacientes al mismo tiempo, Soranik usa su anillo para transportar a todos los pacientes a Mogo, con Iolande proporcionando una escolta. Soranik luego ayuda a Kyle contra su antiguo amor, Jade. Soranik intenta descartar las diversas burlas de Jade, pero se enfurece cuando Jade dice que Soranik correrá el mismo destino que todas las amantes de Kyle. Soranik luego mete su puño en la boca de Jade y enciende su anillo. Su confrontación es interrumpida por el anuncio de que los niveles de potencia de los Black Lanterns han alcanzado el cien por ciento. Jade y los otros Black Lanterns proceden a intentar devorar la batería de energía central. Cuando el Alpha Lantern Chaselon es atacado por los Black Lanterns, su batería interna se daña. Soranik observa con horror cómo Kyle se sacrifica para proteger a los Green Lanterns de la explosión resultante.
Mientras Soranik intenta resucitar a Kyle, Guy se consume de rabia por la muerte de Kyle. El anillo de Linterna Roja de Vice se manifiesta y Guy lo toma, transformándose en una Linterna Roja. Mientras lucha contra los Black Lanterns, Soranik intenta luchar contra un anillo negro que se adhiere a Kyle e intenta resucitarlo, pero Munk de la Tribu Indigo lo destruye antes de que pueda. Él y el resto de los Green Lantern Corps la defienden y el cuerpo de Kyle del enjambre de anillos negros que los rodean. Miri Riam de las Star Sapphires llega, habiendo sentido el verdadero amor entre Kyle y Soranik en peligro. Riam usa el poder de su anillo para conectar el corazón de Soranik con el de Kyle y combina su poder de voluntad junto con su poder de amor, restaurando con éxito a Kyle a la vida. Al sentir esto, su anillo regresa a él. Al final del incidente, Jade es uno de los doce héroes y villanos que la luz blanca devuelve a la vida. Ella rápidamente besa a Kyle, dejando a Soranik mirando en estado de shock.
En la historia de "Brightest Day", la continuación de "Blackest Night", Jade, reconociendo que Kyle siguió adelante después de su muerte y está enamorado de Natu, dice que no interferirá con su relación. Natu es más tarde secuestrado por el Qwardian Weaponer que hizo el anillo amarillo original de Sinestro, lo que obligó a Kyle a ponerse en contacto con Sinestro para que le ayudara a rescatar a su hija, por lo que finalmente se reveló su verdadera ascendencia.

### "Guerra de los Linternas Verdes"
Durante la historia de 2011 "La Guerra de los Linternas Verdes", Natu, como el resto del Cuerpo, cae bajo el control de Krona después de que infecta la batería de energía central con Parallax, aunque Hal, John, Kyle y Guy pueden resistir. La influencia de Krona debido a su conflicto pasado con Parallax el tiempo suficiente para ponerse nuevos anillos. En la batalla final, Natu y el Green Lantern Corps se liberan del control-emociones de Parallax y la preparación para la confrontación final con Krona. Posteriormente, la ira de Natu por su control temporal se ve agravada por su ira por el regreso de Sinestro al Green Lantern Corps, con las cosas empeorando aún más cuando Kyle admite que su encuentro con las Star Sapphires en realidad le mostró a Jade en lugar de Natu; solo dijo que había visto a Natu porque Jade estaba muerta y no quería vivir en el pasado. Aun así, se sintió traicionada y lo dejó de una manera algo tranquila.

### 2011 - presente
En The New 52, como la mayoría de los Green Lanterns, Soranik se mantuvo prácticamente sin cambios; siguió siendo una Linterna en buen estado durante el Alzamiento del Tercer Ejército y la Ira del Primer Linterna. Poco después de los eventos de Maldad Eterna, Soranik fue hecha prisionera por el Sinestro Corps bajo el liderazgo de Arkillo. Tras el regreso de Sinestro al Yellow Lantern Corps, liberó a Soranik de la custodia y la instaló como Embajadora de Green Lantern en el Sinestro Corps.
Justo antes de la pérdida del Green Lantern Corps, Sinestro le quita el anillo de Green Lantern a Soranik y la hace una Yellow Lantern. Posteriormente se asoció con el nuevo recluta Nax del Colectivo Naidroth, un colega cirujano con un don único que ella llama "vivisección psíquica": la capacidad de separar los cuerpos y volver a unirlos (Nax menciona que el proceso es agonizante doloroso para los que no están sedados).
En la serie de 2014 The New 52: Futures End, Soranik se ha convertido en un miembro de pleno derecho del Sinestro Corps.
Después de la derrota de su padre por Hal Jordan, Soranik se convirtió en la líder del Sinestro Corps. Soranik forjó una alianza y asociación con Green Lantern Corps. Sin embargo, esa alianza se vino abajo tras la muerte de Sarko, un villano del futuro que había sido derrotado por los dos Cuerpos. Sarko era, de hecho, su futuro hijo con Kyle Rayner, y Kyle le había ocultado la relación de Sarko al descubrirlo él mismo. Como resultado, rompió su relación con él y reunió a todos los Linternas Amarillas para vengarse. Soranik rompió la alianza y dejó a Mogo, proclamándose Soranik Sinestro en Hal Jordan y Green Lantern Corps # 25.

## Otras versiones
- Soranik aparece en DC Universe Online: Legends cuando Green Lantern Corps intentó contener a las fuerzas de Sinestro Corps y Brainiac.[31]
- Soranik aparece en Injustice 2, la precuela del cómic vinculado al juego. Ella aparece por primera vez en el # 53, sirviendo como la guardiana de Hal Jordan y su padre Thaal Sinestro. Ella reprende a Hal por el papel que jugó en el régimen de Superman, particularmente su ayuda durante la guerra entre el régimen y los Linternas Verdes, durante la cual 200 murieron, uno de ellos el planeta viviente Mogo, en el que ella había pasado tiempo. Está separada de su padre, a quien desprecia por sus propios crímenes, incluida la causa inadvertida del suicidio de su madre.

## Recepción
Soranik Natu ha sido llamada "uno de los miembros nuevos más interesantes del Green Lantern Corps" debido a que es tanto un Green Lantern como un médico, y ha sido objeto de análisis de posibles conflictos entre el juramento de Green Lantern y el Juramento hipocrático.

## En otros medios
- Soranik Natu hace un cameo en la película animada Green Lantern: First Flight. Ella aparece en varias escenas en los fondos entre otros Green Lanterns y participa en la batalla final contra Sinestro, aunque su relación como padre e hija no se explora en la película.
- También hace un cameo en la película animada Green Lantern: Emerald Knights, durante varias escenas grupales.
- Soranik Natu aparece en el cómic digital de la temporada 11 de Smallville basado en la serie de televisión.